# Ōi (Fukui)
Ōi (おおい町?) è una cittadina giapponese della prefettura di Fukui.